# Tabu
För andra betydelser, se Tabu (olika betydelser).
| Tabu |
| --- |
| Kannibalism i Brasilien 1557, beskrivet av Hans Staden (1525–1579). Gravyr av Théodore de Bry, 1562. - Betydelse – religiöst eller socialt motiverat förbud mot något (kontakt eller omnämnande) - Bakgrund – tapu (tonganska för 'begränsad, förbjuden, helig') - Användning – ord eller handlingar som väcker starka negativa känslor (t.ex. incest, kannibalism, pedofili) |

Tabu är ett religiöst eller socialt motiverat förbud mot något. Det kan handla om en aktivitet eller att ens nämna ordet för begreppet. I traditionella, utomeuropeiska kulturer är det som är tabu något heligt eller farligt. I det moderna, sekulariserade (och västerländska) samhället handlar det i regel om företeelser som när de nämns väcker blygsel eller andra starka känslomässiga reaktioner.
Exempel på företeelser som är tabu i princip överallt är incest, kannibalism och pedofili. Det som är tabu anses orent och inkompatibelt med ens eller samhällets dygd.

## Bakgrund
Ordet tabu kommer, via engelskans taboo eller tabu, från tonganskans tapu, med betydelsen 'avgränsad', 'förbjuden' eller 'helig'. Det innebär en allmän uppfattning, ofta grundad i religion, om att något är heligt eller förbjudet. Första kända användandet av ordet i engelskan har James Cook (1777) som upphovsman.
I det polynesiska samhället var tabu något som berodde på inskränkningar av moralisk eller religiös art. Personer, platser eller föremål kunde vara tabu, och de måste undvikas för att de stod för en kosmologisk, rituell fara eller kraft. Begreppet förknippades ofta med den tydligt hierarkiska socio-religiösa samhällsordningen, och samhällets hövding var alltid belagd med tabu.
Ett motsvarande begrepp från Trobriandöarna nära Nya Guinea är mokita.

## Spridning och användning
Via de resor som James Cook företog spreds så småningom ordet i engelskan och därifrån till andra europeiska språk. Den konkret polynesiska idén, med en blandning av det "heliga" och det farliga, saknade dock en uppenbar europeiska motsvarighet. Inledningsvis var det den heliga aspekten som markerades tydligast, men med tiden har istället den farliga och "förbjudna" betydelsen av ordet kommit att ta över. Numera används ordet i de moderna samhällena främst om vardagslivets mest förbjudna fenomen, kanske tydligast i samband med sådant som berör sexualiteten.

### Språktabun
Historiskt har många europeiska kulturer och språkområden använt sig av språktabun, där vissa ord, uttryck eller namn inte får nämnas och därför blir föremål för omskrivningar. Detta från början vidskepliga språkbruk har lett till olika slags eufemismer och noaord; i svenskan undvek man ordet ulv, och senare blev även dess ersättare varg känsligt och föremål för omskrivningar som "den grå" eller "gullfot". Uttryckssättet "när man talar om trollen, står de i farstun" går tillbaka på de äldre tabuföreställningarna, där själva omnämnandet sades locka fram det farliga.
Tabuföreställningar är ofta kulturbundna, och de kan vara specifika för vissa samhällsgrupper. Bland jägare finns särskilda tabun, bland fiskare andra tabun, och sjöfarare har nyttjat stränga språkliga regler för att försöka undvika olika faror.

### Sociala normer
Att respektera reglerna för ett samhälles tabun är att följa etablerade etikettregler. Det ingår i det sociala spelet och umgänget att visa sin sociala kompetens, för att framstå som artig och kunna umgås på ett tryggt och kultiverat sätt.
I den äldre svenska kulturen fanns olika tabun som förknippades med det övernaturliga. En kvinna fick exempelvis inte sätta sig på ett kistlock, och hon fick inte se en skjuten hare (då kunde hennes barn bli harmynt). Hon fick inte heller skrämmas av en eldsvåda (då kunde barnet få ett eldsmärke). Mensblod har i många samhällen – på vaga och ovetenskapliga grunder – förknippats med tabu och orenhet, vilket ofta lett till särskilda regler kring menstruerande kvinnor.
Vissa tabun förknippade med sociala normer har varit seglivade, och än idag anses det tabu att vissla bakom scenen på en teater.
Exempel på tabun är matrestriktioner inom religion, exempelvis halal och kosher, religiös vegetarianism och kannibalism. Andra exempel är sexuella, exempelvis homosexualitet, förhållanden mellan personer från olika folkgrupper, incest, pedofili, nekrofili och även beteendemässiga, som att rapa eller släppa sig, använda vissa sorters droger med mera. Även att som kvinna inte dölja håret i vissa muslimska länder och visa nakenhet i västvärlden är exempel på tabun. Dessutom kan vissa hälsoproblem anses tabubelagda, såsom avföringsinkontinens.
Sex som företeelse anses i många samhällen som en helig företeelse, på grund av den intima karaktären och kopplingen till fortplantning. Detta har i bland annat den traditionellt kristna världen lett till att sex anses privat och inte får pratas om. I Internetåldern, med tillgång till sociala medier och fler bilder av sexualitet, har betydelsen av detta tabu minskat hos yngre generationer.

### Universella eller seglivade tabun
Inga tabun är universella, men vissa, som exempelvis incest, förekommer i majoriteten av världen. Många tabun finns kvar långt efter att den ursprungliga anledningen till dem försvunnit. Detta gör att man kan sluta sig till att tabun avslöjar något om ett samhälles historia, i de fall då en sådan historia inte finns nedskriven.
Ett tabu förhindrar ofta diskussion om det ämne som tabut handlar om. Detta kan leda till att felaktig information lärs ut i exempelvis skolor och att ord som är tabu byts ut. Bland annat är samtal omkring sexualitet känsligt och för många tabu, vilket lett till att skolsystemen i många länder har en mycket bristfällig sexualundervisning. Detta kombineras ofta med censur eller självcensur omkring begrepp som anses tabu. Historiskt har även mångas prydhet bidragit till hinder för att bryta tabun, liksom ens skamkänsla.

### Rationellt eller irrationellt
Ofta anges rationella orsaker till ett tabu. Avföring och andra kroppsutsöndringar kan smitta folk med sjukdomar, i griskött kan det finnas parasiter, droger är hälsofarliga och så vidare.
Ofta är sådan rationalisering dock en efterhandskonstruktion. Bibelns och Koranens tabun (i det senaste fallet omnämnt som haram) mot att äta olika typer av djur grundar sig inte på rädsla för parasiter utan bygger på att vissa djur – inklusive vattendjur utan fjäll, grisar som är orena och har klövar utan att idissla, harar som anses idissla utan att ha klövar – anses onaturliga. När det gäller fläskkött är parasitrisken liten; många kulturer har ju haft fläsk som en viktig födokälla utan problem med parasiter, och insjöfisk kan ge parasiter utan att vara tabu. Även i många moderna samhällen anses det tabu att konsumera hund-, katt- och hästkött.
De flesta kulturer tillåter också vissa varianter av sådant som annars anses tabu, till exempel vissa droger. Sålunda finns i de flesta västerländska samhällen en större tolerans mot alkohol än mot narkotika.
En kulturs tabu kan också vara identitetsskapande. Där identifieras gruppen som de som gör på det rätta sättet, medan andra grupper bryter mot reglerna.